# Штильман, Давид Семёнович
Дави́д Семёнович Шти́льман (23 октября [5 ноября] 1905, Москва — 6 августа 1995, Нью-Йорк, Нью-Йорк) — советский скрипач, дирижёр. Заслуженный деятель искусств РСФСР (1972).

## Биография
Родился в Москве. Закончив музучилище при консерватории в 1932 году, учился в Московской государственной консерватории у Д. М. Цыганова по классу скрипки. После окончания (1937 год) поступил в аспирантуру в 1939 году в класс Льва Штейнберга и Григория Столярова, однако не закончил её из-за войны.
В годы Великой Отечественной войны занимался музыкальным оформлением фильмов и кинопериодики на Центральной студии кинохроники (всего около 250 выпусков киножурнала «Железнодорожник», «Новости дня» и другие).
Более 40 лет, начиная с 1932 года, работал в должности дирижёра Государственного симфонического оркестра кинематографии. Записывал музыку к фильмам и киножурналам самых разных авторов, в том числе Дмитрия Шостаковича, Арама Хачатуряна, Дмитрия Кабалевского, Евгения Крылатова, Микаэла Таривердиева, Ильи Катаева. Работал в оркестре до 1981 года, после чего вышел на пенсию.
Скончался 6 августа 1995 года в Нью-Йорке.
Сын — Артур Штильман (род. 1935), скрипач.

## Фильмография
1939
- Домик в Гори[2]

1943
- Приговор народа
- Урал куёт победу (совместно с Н. Аносовым)[3]

1944
- Вступление Красной армии в Болгарию
- Вступление Красной армии в Бухарест
- Сражение за Витебск (Фронтовой выпуск № 1)[4]

1945
- Берлинская конференция (совместно с А. Ройтманом)[5]
- Будапешт[6]
- В Померании
- Освобождённая Чехословакия (совместно с А. Ройтманом)
- От Вислы до Одера

1946
- Сын полка

1947
- День победившей страны

1948
- На страже мира

1957
- На шестом континенте

1959
- Звёзды встречаются в Москве

1960
- Девичья весна

1962
- Весёлые истории
- Где-то есть сын
- Путешествие в апрель
- Ты не сирота

1963
- Ждите нас на рассвете

1964
- Всё для вас
- Морозко
- Обыкновенное чудо

1965
- Последний месяц осени

1966
- Ваш сын и брат

1967
- Журналист
- Марианна

1968
- Мужской разговор
- Пассажир с «Экватора»
- Последний угон

1968
- Ташкент — город хлебный

1969
- 13 поручений
- Варвара-краса, длинная коса
- Обвиняются в убийстве
- У озера

1970
- Гибель Чёрного консула
- Мишка принимает бой
- О любви
- Переступи порог
- Риск
- Севастополь
- Семеро сыновей моих
- Хуторок в степи

1971
- День за днём
- День прошёл
- Достояние республики
- Ох уж эта Настя!

1972
- Жизнь испытывает нас
- Золотые рога
- Последний гайдук

1973
- Дмитрий Кантемир
- Истоки
- Мальчишку звали Капитаном
- Про Витю, про Машу и морскую пехоту
- Самый сильный

1974
- Абу Райхан Беруни
- Валькины паруса
- Ещё можно успеть
- Следую своим курсом

1975
- Медной горы хозяйка
- Меняю собаку на паровоз
- Надёжный человек
- Человек уходит за птицами
- Шторм на суше

1976
- Далёкие близкие годы
- Красное и чёрное
- Малахитовая шкатулка
- По волчьему следу
- Русалочка
- Только вдвоём
- Цена счастья

1977
- Каменный цветок
- Кольца Альманзора
- Последний год Беркута
- Риск — благородное дело
- Смятение чувств
- Улан
- Цветы для Оли
- Четвёртая высота

1978
- Агент секретной службы
- Конец императора тайги
- Любовь и ярость
- Подарёнка

1979
- Приключения Электроника (после первого показа по ТВ впоследствии долгое время демонстрировалась версия фильма, где фамилия Штильмана была вырезана из титров всвязи с его эмиграцией в США; лишь недавно в интернете появился полный отреставрированный оригинал фильма)

1980
- Большая малая война
- Золотая осень

1981
- В небе «ночные ведьмы»
- Непокорная

## Награды и звания
- орден Знак Почёта (19 ноября 1939)[7];
- заслуженный деятель искусств РСФСР (7 января 1972).